# چینزا اوچندو
چینزا اوچندو (انگلیسی: Chinaza Uchendu؛ زادهٔ ۳ دسامبر ۱۹۹۷) بازیکن فوتبال اهل نیجریه است.

وی همچنین در تیم ملی فوتبال زنان نیجریه بازی کرده‌است.